# Abou Moussa al-Achari
Abu Musa Abdallah ibn Qays al-Ashʿari, mieux connu sous le nom de Abou Moussa al-Achari (arabe : أَبُو مُوسَى ٱلْأَشْعَرِي, Abū Mūsā al-Ašʿarī) (d. 662 ou 672) était un compagnon de Mahomet, prophète de l'islam.

## Biographie
Le Prophète l'envoya au Yémen. Puis il fut gouverneur de Bassorah et de Koufa et participa au début de la conquête musulmane de la Perse.
Il a également été un acteur important durant les troubles du califat d'Ali (d. 661). Partisan de Ali, il fut désigné par celui ci-comme un des membres de l'arbitrage à l’assemblée d'Adhruh, pour régler le conflit entre Ali et Muawiya Ier lors de la bataille de Siffin. 
L'imam Abou Hassan al-Achari est un de ses descendants.